# Stallhagen (bryggeri)
.
Stallhagen er et mikrobryggeri, beliggende på Ålandsøerne i Grelsby, ca. 18 km fra Mariehamn.
Bryggeriet blev grundlagt i 2004 og er i dag (2014), Ålands eneste bryggeri.

## Produkter (2014)
- Stallhagen III
- Delikat
- Honungsöl
- Ale
- US Red Ale
- Brown Ale
- Baltic Porter
- Specialöl
- Säsongsöl
- Premier pubs

## Ekstern henvisning og kilde
- Stallhagens hjemmeside

| Firma | Spire Denne artikel om et firma eller en virksomhed er en spire som bør udbygges. Du er velkommen til at hjælpe Wikipedia ved at udvide den. |

| Mad og drikke | Spire Denne artikel om mad og drikke er en spire som bør udbygges. Du er velkommen til at hjælpe Wikipedia ved at udvide den. |

60°14′24″N 19°57′51″Ø / 60.24003°N 19.96406°Ø